# Rasbokils socken
Rasbokils socken i Uppland ingick i Rasbo härad, ingår sedan 1974 i Uppsala kommun och motsvarar från 2016 Rasbokils distrikt.
Socknens areal är 75,57 kvadratkilometer varav 75,17 land.  År 2000 fanns här 706 invånare. Sockenkyrkan Rasbokils kyrka ligger i socknen.   

## Administrativ historik
Rasbokils socken har medeltida ursprung. 
Vid kommunreformen 1862 övergick socknens ansvar för de kyrkliga frågorna till Rasbokils församling och för de borgerliga frågorna bildades Rasbokils landskommun. Landskommunen inkorporerades 1952 i Rasbo landskommun som 1967 uppgick i Olands landskommun som upplöstes 1974 då denna del uppgick i Uppsala kommun. 2019 uppgick församlingen i Rasbo-Rasbokils församling.
1 januari 2016 inrättades distriktet Rasbokil, med samma omfattning som församlingen hade 1999/2000.  
Socknen har tillhört län, fögderier, tingslag och domsagor enligt vad som beskrivs i artikeln Rasbo härad. De indelta soldaterna tillhörde Upplands regemente, Rasbo kompani och Livregementets dragonkår, Norra Upplands skvadron.

## Geografi
Rasbokils socken ligger nordost om Uppsala. Socknen består av några dalgångar som omges av skogsbygd.
Årby herrgård är känd sedan 1400-talet. Huvudbyggnaden är byggd av sten och har två våningar med skulpterad sandstensportal. Den byggdes 1653.

## Fornlämningar
Från bronsåldern finns spridda gravrösen och skärvstenshögar. Från järnåldern finns cirka 25 gravfält en med en båtgrav. En runsten finns i sockenkyrkan.

## Namnet
Namnet skrevs 1303 Resbokil. 1316 skrevs Killungasokn. Namnet innehåller i förleden Rasbo syftande på Rasbo socken och Rasbo härad. Efterleden är kil syftande på den formen på socknen. Socknen som kan varit utbruten ur Rasbo socken har då ett namn som kan översättas som Rasbo härads/sockens kil', 'Rasborna kil'.